# Beauty and the Beast (David Bowie)
Beauty and the Beast is een nummer van Britse muzikant David Bowie en de eerste track van zijn album "Heroes" uit 1977. Het nummer werd in januari 1978 uitgebracht als de tweede single van het album en werd een kleine hit.

## Achtergrond
De introductie, een combinatie van piano, gitaar, elektronische muziek en de stem van Bowie, is beschreven als "Bowie die in de Hulk verandert waar je bij staat". Gitarist Robert Fripp vertelde dat zijn gitaarwerk in één take op de opname stond.
De tekst is geïnterpreteerd als een terugblik op Bowie's stemmingswisselingen tijdens zijn cocaïneverslaving in Los Angeles in 1975 en 1976; de regel "Thank God Heaven left us standing on our feet" suggereert dat Bowie dankbaar is dat hij deze periode heeft overleefd.

## Tracklijst
7"-single
1. "Beauty and the Beast" (Bowie) - 3:32
2. "Sense of Doubt" (Bowie) - 3:57

12"-single
1. "Beauty and the Beast" (Bowie) - 5:18
2. "Fame" (Bowie/John Lennon/Carlos Alomar) - 3:30

## Muzikanten
- David Bowie: zang, piano
- Robert Fripp: leadgitaar
- Carlos Alomar: slaggitaar
- George Murray: basgitaar
- Dennis Davis: drums
- Brian Eno: synthesizer, gitaarbehandelingen
- Antonia Maass: achtergrondzang

## Hitnoteringen

### Nederlandse Tipparade
| Hitnotering: 01-04-1978 t/m 15-04-1978 | Hitnotering: 01-04-1978 t/m 15-04-1978 | Hitnotering: 01-04-1978 t/m 15-04-1978 | Hitnotering: 01-04-1978 t/m 15-04-1978 | Hitnotering: 01-04-1978 t/m 15-04-1978 |
| Week:                                  | 1                                      | 2                                      | 3                                      |                                        |
| -------------------------------------- | -------------------------------------- | -------------------------------------- | -------------------------------------- | -------------------------------------- |
| Positie:                               | 27                                     | 24                                     | 21                                     | uit                                    |